# Candy Clark
Candace June Clark (Norman, Oklahoma, 20 de junio de 1947), más conocida como Candy Clark, es una actriz estadounidense.

## Carrera
Candy Clark es conocida por su papel de Debbie Dunham en la exitosa película de 1973 American Graffiti. Su actuación le valió una nominación a un premio Óscar como mejor actriz secundaria. Volvió a repetir su personaje en 1979 en la secuela More American Graffiti. También es conocida por películas como The Man Who Fell to Earth (1976), The Big Sleep (1978), Blue Thunder (1983, película por la que en 1984 ganó el Premio Saturn a la mejor actriz secundaria), Amityville 3-D (1983), Cat's Eye (1985), At Close Range (1986), The Blob (1988) o Buffy the Vampire Slayer (1992), entre otras.
Clark ha actuado en series de televisión como Magnum P.I., Banacek, Simon & Simon, Matlock y Baywatch Nights.

## Vida personal
En 1978 se casó con el actor Marjoe Gortner, del que se divorció en 1979.
En 1987 se casó con el productor Jeff Wald, del que se divorció en 1988.

## Filmografía

### Cine
- Bob's New Suit (2009) .... Tía Tootie
- The Informant! (2009) .... Madre de Mark Whitacre
- Cry of the Mummy (2009) .... Jane Torquemada
- Dog Tags (2008) .... Deb Merritt
- Zodiac (2007) .... Carol Fisher
- Mystery Woman: Redemption (2006) .... Kathy Starkwell
- The Big Empty (2005) .... Madre
- The Month of August (2002) .... Tina
- Cherry Falls (2000) .... Marge Marken
- This Is How the World Ends (2000) .... Conductora del autobús
- Niagara, Niagara (1997) .... Sally
- Radioland Murders (1994) .... Madre de Billy
- Buffy the Vampire Slayer (1992) .... Mamá de Buffy
- Original Intent (1992) .... Jessica Cameron
- Deuce Coupe (1992) .... Jean Fitzpatrick
- The Price She Paid (1992) .... Marlene
- Cool as Ice (1991) .... Grace
- The Blob (1988) .... Fran Hewitt
- Blind Curve (1988) .... Mimi
- Popeye Doyle (1986) .... Corinne Evans
- At Close Range (1986) .... Mary Sue
- Cat's Eye (1985) .... Sally Ann
- Amityville 3-D (1983) .... Melanie
- Hambone and Hillie (1983) .... Nancy Rollins
- Blue Thunder (1983) .... Kate
- Cocaine and Blue Eyes (1983) .... Ruthann Gideon
- Johnny Belinda (1982) .... Julie Sayles
- Q - The Winged Serpent (1982) .... Joan
- National Lampoon's Movie Madness (1982) .... Susan Cooper ("Growing Yourself")
- Nobody's Perfekt (1981)
- Rodeo Girl (1980) .... J. R. Patterson
- Where the Ladies Go (1980) .... Charlene
- More American Graffiti (1979) .... Debbie Dunham
- When You Comin' Back, Red Ryder? (1979) .... Cheryl
- Amateur Night at the Dixie Bar and Grill (1979) .... Sharee
- The Big Sleep (1978) .... Camilla Sternwood
- Handle with Care (1977) .... Electra
- The Man Who Fell to Earth (1976) .... Mary-Lou
- James Dean (1976) .... Chris White
- I Will, I Will... for Now (1976) .... Sally Bingham
- American Graffiti (1973) .... Debbie Dunham
- Fat City (1972) .... Faye

### Televisión
- Baywatch Nights .... Julie Young (1 episodio: "Just a Gigolo", 1995)
- Father Dowling Mysteries .... Iris Blackman (1 episodio: "The Passionate Painter Mystery", 1990)
- St. Elsewhere .... Harry (1 episodio: "Their Town", 1988)
- Matlock .... Kitty Carroll (1 episodio: "The Country Boy", 1987)
- The Hitchhiker .... Cheryl Barnes (1 episodio: "Secret Ingredient", 1987)
- Magnum P.I. .... Leslie 'Scooter' Emory (2 episodios, 1985-1986)
- Hunter .... Jody Stone (1 episodio: "Crime of Passion", 1986)
- Starman .... Shannon McGovern (1 episodio: "Like Father, Like Son", 1986)
- Simon & Simon .... Cotton (1 episodio: "Act Five", 1986)
- Faerie Tale Theatre .... Queen Gwynneth/Candy (1 episodio: "The Tale of the Frog Prince", 1982)
- The New Dick Van Dyke Show (1 episodio: "The Hickey", 1974)
- Insight .... Ginny (2 episodios, 1973-1974)
- Banacek .... Gretel (1 episodio: "No Stone Unturned", 1973)
- The New Perry Mason .... Julie (1 episodio: "The Case of the Prodigal Prophet", 1973)
- Room 222 .... Andrea (1 episodio: "The Witch of Whitman High", 1972)

## Premios y nominaciones
Premios Óscar
| Año  | Categoría               | Trabajo nominado  | Resultado |
| ---- | ----------------------- | ----------------- | --------- |
| 1974 | Mejor actriz de reparto | American Graffiti | Nominada  |

- 1984: Premio Saturn a la mejor actriz secundaria por su papel de Kate en Blue Thunder (estrenada en 1983)
- 2002: Premio Copper Wing Tribute Award en el Festival de Cine de Phoenix